# Swartzia velutina
Swartzia velutina är en ärtväxtart som beskrevs av George Bentham. Swartzia velutina ingår i släktet Swartzia och familjen ärtväxter. Inga underarter finns listade i Catalogue of Life.